# Zanjón Rozo
Zanjón Rozo är ett vattendrag i Colombia.   Det ligger i departementet Valle del Cauca, i den västra delen av landet, 290 kilometer väster om huvudstaden Bogotá.